# Christian Albrecht Bluhme
Christian Albrecht Bluhme (Kopenhagen, 27 december 1794 - aldaar, 10 december 1866) was een Deense staatsman en tweemaal premier van het land.

## Levensloop
Bluhme was de zoon van marinecommandant Hans Emilius Bluhme. Hij studeerde aan de Herlufsholm-school in Næstved en behaalde in 1816 het diploma van jurist. In 1820 werd hij juridisch auditeur bij het 2e Jutland-regiment en twee jaar later eveneens assessor bij het Deense Hooggerechtshof. In 1824 trad hij toe tot de administratieraad van de Deense kolonie Trankebar. In 1831 keerde Bluhme terug naar Denemarken en werd hij met de titel van Staatsraadslid benoemd tot stads- en provinciebaljuw in Store Heddinge in Seeland. In 1838 volgde zijn benoeming tot officier van justitie in het bisdom Aalborg. In 1843 verwierf hij de functie van directeur van de Algemene Kamer van Koophandel en het College van Koophandel, waarvan hij in januari 1848 de voorzitter werd.
Toen in maart 1848 in Denemarken de Maartrevolutie uitbrak, werd Bluhme benoemd tot minister van Handel, een functie waaruit hij zich op 15 augustus 1848 terugtrok. Hij bleef echter in de nabijheid van koning Frederik VII van Denemarken, die zijn energie en zakelijke behendigheid naar verluidt wist te appreciëren. Op 18 oktober 1851 keerde hij als minister van Buitenlandse Zaken terug in de regering, om daarna op 27 januari 1852 eerste minister van Denemarken te worden, een functie die hij combineerde met het ministerschap van Buitenlandse Zaken. Na het einde van zijn premierschap op 21 april 1853 bleef hij minister van Buitenlandse Zaken in het kabinet van zijn opvolger Anders Sandøe Ørsted. Onder zijn ministerschap slaagde hij erin om de Sleeswijk-Holsteinse kwestie voorlopig op te lossen door het voor Denemarken gunstige Protocol van Londen mee tot stand te brengen. Tijdens de Krimoorlog verklaarde hij dat Denemarken absoluut neutraal bleef en nam hij uitgebreide verdedigingsmaatregelen om dat beleid te handhaven. Omdat hij dat echter had gedaan zonder de Rijksraad te raadplegen, moest hij op 12 december 1854 ontslag nemen als minister. Vervolgens werd Bluhme samen met zijn collega's in de regering beschuldigd van het willekeurig overschrijven van het koninklijke budget, maar op 26 juli 1856 werden ze vrijgesproken door het Rijksgerecht.
In 1857 slaagde hij er tijdens de onderhandelingen over de opheffing van Sonttol in om een voor Denemarken gunstige regeling af te sluiten. In de Deense Rijksraad werd hij een boegbeeld van de Højre-partij en kantte hij zich energiek tegen de nationaal-liberalen. Na de Deense nederlaag in de Tweede Duits-Deense Oorlog en de val van de regering van Ditlev Gothard Monrad werd Bluhme op 11 juli 1864 opnieuw minister van Buitenlandse Zaken en voorzitter van de ministerraad. Hij sloot de Vrede van Wenen af en verdedigde die in de Rijksraad. Nadat het hem niet lukte om het met het parlement eens te raken over een grondwetsherziening, nam hij op 6 november 1865 ontslag als minister en trok hij zich terug uit het openbare leven. Hij stierf in december 1866.
- Gemeinsame Normdatei: 116206314
- International Standard Name Identifier: 0000 0000 1057 2695
- Virtual International Authority File: 72139099
- WorldCat: E39PBJfMk4M8rPtxrPFjTYcXVC